# サーヴィス (YMOのアルバム)
『サーヴィス』 (SERVICE) は、YMOの8作目のアルバム。1983年12月14日にアルファレコード（¥ENレーベル）からリリースされた。
作詞は細野晴臣、高橋幸宏、坂本龍一が行い、ピーター・バラカンが英訳しており、プロデューサーはYMOとなっている。先行シングル「以心電信」を収録している。
本来は前作『浮気なぼくら』を最後のアルバムとして散開（解散）する予定であったが、高橋の提案により三宅裕司率いるS.E.T.（スーパー・エキセントリック・シアター）とのコラボレーションを、アルバム『増殖』（1980年）と同じ形態でリリースすることを高橋自身が細野に持ちかけ、散開記念アルバムとして制作された。
すでに解散が前提だったため、メンバー間の衝突はなく、穏やかに作業が進められたと高橋はコメントしている。2003年の再発のインタビューで高橋はウッチャンナンチャンが本作でYMOを初めて知り面白がったと語っている。
オリコンチャートでは最高位5位となり、売り上げ枚数は累計で13.6万枚となった。

## 背景
1983年7月27日にアルバム『浮気なぼくら (インストゥルメンタル)』およびシングル「過激な淑女」をリリース後、7月30日には高橋のみがフジテレビ系バラエティ番組『オレたちひょうきん族』（1981年 - 1989年）に景山民夫と共に出演した。
8月に入り、坂本はデヴィッド・シルヴィアンのレコーディングに参加するためベルリンへと向かった。8月には1日に細野が参加した松田聖子のシングル「ガラスの林檎」、5日に坂本が参加したユミおよびシーラカンスのシングル「もしもタヌキが世界にいたら」がそれぞれ別名義でリリースされ、ユミの歌唱した音源はフジテレビ系クイズ番組『なるほど!ザ・ワールド』（1981年 - 1996年）のテーマソングとして使用された。10日には細野が参加した中森明菜のアルバム『NEW AKINA エトランゼ』がリリース、13日には箱根自然公園での公演から高橋のソロコンサートツアー「YUKIHIRO TOUR1983」が開始され、当日のみ細野がゲスト参加した。なお、同ツアーにはツアーメンバーとして鈴木慶一、立花ハジメ、ビル・ネルソン、デヴィッド・パーマーが参加した。24日には細野が参加した太田螢一のアルバム『太田螢一の人外大魔境』、25日には高橋のソロアルバム『薔薇色の明日』、細野が参加したイノヤマランドのアルバム『DANZINDAN-POJIDON』がリリースされた。
9月には1日に高橋が参加した加藤和彦のアルバム『あの頃、マリー・ローランサン』がリリースされ、6日にはかしぶち哲郎のライブに坂本がゲスト参加、7日にはニッポン放送ラジオ番組『高橋幸宏のオールナイトニッポン』に細野と坂本、さらに原田知世がゲスト出演した。また、同日には細野と高橋が参加した中森のシングル「禁区」がリリースされた。21日には坂本が参加した飯島真理のアルバム『Rosé』、28日にはシングル「以心電信」、メンバー3人が参加した小池玉緒のシングル「鏡の中の十月」、細野が参加したタンゴ・ヨーロッパのシングル「ダンスホールで待ちわびて」がそれぞれリリースされた。
10月には細野が参加した福澤もろのシングル「宇宙の唄」がリリースされた他、1日には細野が参加した遠藤賢司のミニアルバム『オムライス』がリリースされた。11日にはNHK-FMラジオ番組『サウンドストリート』（1978年 - 1987年）にて坂本から初めて「散開」という言葉が使用された。15日には男性誌『GORO』のインタビューにて正式に「散開」が表明された。18日にはデヴィッド・ボウイの来日特番に3人とも出演し、19日には『高橋幸宏のオールナイトニッポン』内にて3人の口から改めて「散開」が宣言された。21日には坂本が参加した大貫妙子のアルバム『シニフィエ』、清水靖晃のアルバム『北京の秋』、26日には細野が参加した越美晴のアルバム『Tutu』がそれぞれリリースされた。
11月には1日に坂本が参加した大村憲司のアルバム『外人天国』がリリースされ、6日にはYMOのコンサートツアーに参加するためにデヴィッド・パーマーが来日、12日には細野が出演した映画『居酒屋兆治』が公開された。18日には高橋のソロビデオ『BOYS WILL BE BOYS』、21日には坂本が参加した加藤登紀子のアルバム『夢の人魚』、細野が参加した高橋美枝のシングル「ひとりぼっちは嫌い」がリリースされた。23日には北海道立産業共進会場において公演を行い、YMOとして最後のコンサートツアーとなる「1983 YMOジャパンツアー」が開始された。28日には高橋プロデュースによるオムニバスアルバム『WE WISH YOU A MERRY CHRISTMAS』がリリースされた。
12月には10日に坂本のソロアルバム『コーダ』がリリースされた。

## 録音
本作の構想は高橋主導で進められ、当時高橋がDJを担当していたニッポン放送ラジオ番組『高橋幸宏のオールナイトニッポン』内でレギュラー出演していた三宅裕司率いるスーパー・エキセントリック・シアター (S.E.T.)とのコラボレーションを、アルバム『増殖』（1980年）と同じ形態でリリースすることを高橋自身が細野に持ちかけ、散開記念アルバムとして制作された。
既に散開が決定している段階であったが、余力があったために本作の製作に取り掛かる事が出来たと細野は語っている。また、S.E.T.とのジョイントが無ければこのアルバムは製作されなかった事を示唆している他に、音楽自体は至って真面目に製作されており、S.E.T.のコントに全く合わせていないとも語っている。
本作にはそれぞれの曲を収束するようなコンセプトは特に存在せず、ほとんどの曲が個人作業で行われ、ソロのオムニバスに近い仕様になっている。
使用機材はSequential Circuits Prophet-5、Sequential Circuits Prophet-T8、E-mu Systems Emulator、Roland MC-4、Roland TR-808、Linn LM-2、Simmons SDS-Vが挙げられる。

## 音楽性
本作の1999年盤のライナーノーツにて、インタビュアーは前作『浮気なぼくら』がブリティッシュ・サイケのような音であったのに対し、本作は当時流行していたボブ・クリアマウンテンなどのAORサウンドに近い音作りである事を指摘し、また坂本がドナルド・フェイゲンに傾倒していた事や細野がスライ&ザ・ファミリー・ストーンのようなミニマル・ミュージックを製作していた事からニューヨークサウンドを思わせる事を指摘した所、細野は「別になにも考えないでやったらこうなっちゃった」と回答している。
後に坂本は黒人ミュージシャンを引き連れてコンサートを開催しニューヨークに居住するようになった事や、細野がフレンズ・オブ・アースなどでヒップホップサウンドを製作するようになった経緯から、イギリスからアメリカのサウンドへの転換期となったアルバムであるが、細野は「無意識的に、僕はそこに巻き込まれているだけですね」と回答している。
収録曲の「SHADOWS ON THE GROUND」に関してはクラウス・オガーマンの影響を受けている一方で、細野が作曲した「THE MADMEN」は音楽的な影響は全くなく、諸星大二郎の漫画『マッドメン』（1975年 - 1982年）からインスパイアされている。またこの当時に細野はキング・サニー・アデなどのアフリカン・ミュージックを愛聴していた事なども影響し、ヨーロッパの石の建物によるエコーに辟易した事もあり、エコーを極力抑えた音を目指していた。そのためリン・ドラムをノン・エコーで使用した事はアルバム『BGM』（1981年）のヨーロッパ音楽を思わせるエコーからの反動であると細野は述べている。

## リリース
1983年12月14日にアルファレコード（¥ENレーベル）よりLPレコード、カセットテープの2形態でリリースされた。
初回版LPはイエロー・ヴィニール、カスタム・レーベル仕様だったが、当初はオレンジ、イエロー、ブルーの3色が予定されていた。
本アルバムの初回版LPがイエロー・ヴィニール、当時発売された高橋幸宏のライブアルバム『tIME aND pLACE』（1984年）がグリーン・ヴィニール、YMOの次作である『アフター・サーヴィス』（1984年）がオレンジ・ヴィニール（実際には赤に近い色）であり、3枚で「Yellow, Midori, Orange」という駄洒落の意味合いが込められていた。
1984年5月25日に初CD化され、その後も1987年3月25日、1992年3月21日、1994年6月29日とCDのみ再リリースされ、1998年1月15日には紙ジャケット仕様として再リリースされた。
1999年9月22日には細野監修によるリマスタリングが施され、ライナーノーツをピーター・バラカンが担当する形で東芝EMIより再リリースされた。
2003年1月22日には坂本監修により紙ジャケット仕様にてソニー・ミュージックハウスより再リリース、音源は1999年の細野監修によるものが採用された。
2010年9月29日にはブルースペックCDとして再リリースされた、2019年8月28日にはSACDハイブリッドとして再リリースされた。

## ツアー
本作リリース前の1983年11月23日の道立産業共進会場を皮切りに、12月22日の日本武道館公演まで6都市全9公演におよぶコンサートツアー「1983 YMOジャパンツアー」が開催された。 同ツアーにはサポートメンバーとしてデヴィッド・パーマーが参加した。なお、このツアーがYMOとして最後のコンサートツアーとなった。

## 批評
| 専門評論家によるレビュー | 専門評論家によるレビュー |
| レビュー・スコア         | レビュー・スコア         |
| 出典                     | 評価                     |
| ------------------------ | ------------------------ |
| オールミュージック       | [ 10 ]                   |
| コンパクトYMO            | 肯定的                   |
| CDジャーナル             | 肯定的                   |

- 音楽情報サイト『オールミュージック』では、2.5点（満5点）と評価された[10]。

- 音楽本『コンパクトYMO』にてライターの佐藤公稔は、本作を「大仰な"散開"を締め括る、YMOのラスト・アルバム」と指摘し、アルバム『増殖』と比較した上で「毒やアイロニーとは無縁の、極めてソフト・タッチの作品が盛り込まれている」と本作を位置付けた[11]。本作の収録曲はその後のメンバーのソロ活動への布石であると指摘しているが、完成度に関しては「本人達がYMOに費やすエネルギーは僅かだったようで、全体にのっぺりした印象を受ける」と指摘した。しかし、本作は高橋のボーカルによって支えられていると指摘し、メンバー各人の作曲、編曲スキルの高さを認めた上で「後期YMOの作品は、総じてポップスの味わいがあり、サラッと聴き流せる」と肯定的に評価した[11]。

- 音楽情報サイト『CDジャーナル』では、再リリース版にて「祭の後的な虚無感、防菌加工チックな楽曲の清潔さもさることながら、『ご注文は?』なんて言う15年前の三宅裕司率いるS.E.Tの空振ってるギャグも20年の月日を感じさせる[14]」と否定的な見解を示しているが、その他の版では「本盤の聴きどころは、なんといっても細野晴臣のベースが恰好良い『ザ・マッドマン』[12]」、「英語詞によるクオリティの高いファンキーな佳曲が並んでいる[13]」と軽快な音楽性に関して肯定的に評価している。

## 収録曲
| 全編曲: YMO。 |                                            |                                        |                    |       |
| #             | タイトル                                   | 作詞                                   | 作曲               | 時間  |
| 1.            | 「LIMBO」                                  | 高橋幸宏、細野晴臣、ピーター・バラカン | 高橋幸宏、細野晴臣 | 3:30  |
| 2.            | 「S.E.T.」                                 |                                        |                    | 4:22  |
| 3.            | 「THE MADMEN」                             | 細野晴臣、ピーター・バラカン           | 細野晴臣           | 4:40  |
| 4.            | 「S.E.T.」                                 |                                        |                    | 1:24  |
| 5.            | 「CHINESE WHISPERS」                       | 高橋幸宏、ピーター・バラカン           | 高橋幸宏           | 4:28  |
| 6.            | 「S.E.T.」                                 |                                        |                    | 4:16  |
| 7.            | 「以心電信 (YOU'VE GOT TO HELP YOURSELF)」 | 細野晴臣、ピーター・バラカン           | 坂本龍一、高橋幸宏 | 4:43  |
| 合計時間:     | 合計時間:                                  | 合計時間:                              | 合計時間:          | 27:23 |

| 全編曲: YMO。 |                           |                                        |                    |       |
| #             | タイトル                  | 作詞                                   | 作曲               | 時間  |
| 8.            | 「S.E.T.+YMO」            |                                        |                    | 5:54  |
| 9.            | 「SHADOWS ON THE GROUND」 | 坂本龍一、高橋幸宏、ピーター・バラカン | 坂本龍一、高橋幸宏 | 4:20  |
| 10.           | 「S.E.T.」                |                                        |                    | 3:26  |
| 11.           | 「SEE-THROUGH」           | ピーター・バラカン                     | YMO                | 3:36  |
| 12.           | 「S.E.T.」                |                                        |                    | 4:09  |
| 13.           | 「PERSPECTIVE」           | 坂本龍一、ピーター・バラカン           | 坂本龍一           | 5:13  |
| 14.           | 「S.E.T.」                |                                        |                    | 0:47  |
| 合計時間:     | 合計時間:                 | 合計時間:                              | 合計時間:          | 27:25 |

## 曲解説
- メンバー共同制作の楽曲は少なく、それぞれ個々に作曲・歌唱しているため、ソロ作品のオムニバスアルバムに近い作りをしている[要出典]。
- コントの台本は三宅裕司が作成した。

### A面
1. LIMBO
曲名は「辺獄（天国と地獄の中間位置）」＝「拘置所」という意味。
2. S.E.T.
3. THE MADMEN
細野がほとんど一人で作り上げた曲で、諸星大二郎の漫画「マッドメン」からインスパイアされた。そのため本来タイトルはTHE MUDMENであるべきだが、印刷時のミスで綴りが変わってしまった[15]。坂本によると細野の演奏するベースが「国宝級」とのこと[16]。
4. S.E.T.
イントロに使われている曲は、当時、YMOと同じアルファレコードに所属していたフュージョンバンドのカシオペアが1982年にリリースしたアルバム『MINT JAMS』に収録されている「TIME LIMIT」という楽曲である。
5. CHINESE WHISPERS
高橋はこの当時、全然活力が無かったらしく、この曲も好きではないとコメントしている[17]。
6. S.E.T.
7. 以心電信（YOU'VE GOT TO HELP YOURSELF）
詳細は『以心電信 (YMOの曲)』を参照。

### B面
1. S.E.T.+YMO
YMOメンバーも参加した落盤事故のコント。当時の三宅裕司は細野と坂本に会ったことがなかったが、三人の性格を、細野は冷静沈着、高橋は繊細、坂本はいつも怒っていると考えて台本を作成した。後日、坂本は自分自身の声を聞いて「声がこもって何を言っているか分からない」とコメントしている。
2. SHADOWS ON THE GROUND
細野曰く「スティーリー・ダンを意識していると言われた」曲。当時アメリカで流行っていたAORな雰囲気を出している。どこか高橋のソロアルバム『サラヴァ!』の頃のようなクラウス・オガーマンを髣髴とさせる部分があるが、これに関して坂本は「幸宏のソロ曲を作っている感じだったので、無意識に出てしまったのかもしれない」と答えている。山下達郎は自身のラジオ番組にて、「頭の拍が分からない」トリッキーな曲として紹介。「演奏力のある人たちなので（難しい曲にもかかわらず）難なくやってしまう」として、この曲の演奏技術に対して賛辞を送った[18]。
3. S.E.T.
4. SEE-THROUGH
シングル『過激な淑女』のB面にも収録されている。YMOの楽曲中、唯一のピーター・バラカン単独の作詞曲。
5. S.E.T.
6. PERSPECTIVE
歌詞の「Every day」が続くのは、コンセプチュアル・アートの第一人者である河原温から影響を受けている[19]。坂本はラジオのインタビューで「YMOのフェイバリット」としてこの曲を挙げており[20]、本人もこの曲を気に入っていることがうかがえる。坂本のアルバム『/04』にピアノ連弾として再収録されている。
7. S.E.T.

## スタッフ・クレジット

### イエロー・マジック・オーケストラ
- 細野晴臣
- 坂本龍一
- 高橋幸宏

### レコーディング・メンバー
- 藤井丈司 - テクニカル・アシスタンス
- 山添昭彦 - テクニカル・アシスタンス
- スーパー・エキセントリック・シアター／コントパート
  - 三宅裕司
  - 小倉久寛
  - 八木橋修
  - 山崎大輔
  - 永田耕一
  - 三谷悦代
  - 石井桂子
  - 今村明美

### スタッフ
- YMO - プロデューサー、ミックス・エンジニア
- 小池光夫 - レコーディング、ミックス・エンジニア
- 土井章嗣 - アシスタント・エンジニア
- 笠井鉄平（CBSソニー信濃町スタジオ） - マスタリング・エンジニア
- 井上嗣也 - アート・ディレクション、ペインティング
- Beans - デザイン
- 小尾一介 - A & Rコーディネーター

## リリース履歴
| No. | 日付           | 国名            | レーベル                       | 規格             | 規格品番                      | 最高順位 | 備考                                                               |
| --- | -------------- | --------------- | ------------------------------ | ---------------- | ----------------------------- | -------- | ------------------------------------------------------------------ |
| 1   | 1983年12月14日 | 日本            | アルファレコード／YEN          | LP CT            | YLR-28013 (LP) YLC-28011 (CT) | 5位      |                                                                    |
| 2   | 1983年         | オランダ        | Pick Up Records                | LP               | LPU 0001                      | -        | S.E.T.のコントパートは未収録                                       |
| 3   | 1984年5月25日  | 日本            | アルファレコード               | CD               | 38XA-13                       | -        |                                                                    |
| 4   | 1987年3月25日  | 日本            | アルファレコード               | CD               | 32XA-144                      | -        |                                                                    |
| 5   | 1992年3月21日  | 日本            | アルファレコード               | CD               | ALCA-294                      | -        |                                                                    |
| 6   | 1992年8月      | オランダ        | Roadrunner Records             | CD               | LS 9151 2                     | -        | S.E.T.のコントパートも収録                                         |
| 7   | 1994年6月29日  | 日本            | アルファミュージック           | CD               | ALCA-9047                     | -        |                                                                    |
| 8   | 1998年1月15日  | 日本            | アルファミュージック           | CD               | ALCA-5224                     | -        |                                                                    |
| 9   | 1999年9月22日  | 日本            | 東芝EMI                        | CD               | TOCT-24242                    | -        | 細野晴臣監修、リマスタリング盤、ライナーノーツ：ピーター・バラカン |
| 10  | 2003年1月22日  | 日本            | ソニー・ミュージックハウス     | CD               | MHCL 212                      | 80位     | 坂本龍一監修、紙ジャケット仕様                                     |
| 11  | 2003年         | カナダ イギリス | エピック・レコード             | CD               | EK 91845 (CA) 513452 2 (UK)   | -        |                                                                    |
| 12  | 2010年9月29日  | 日本            | ソニー・ミュージックダイレクト | ブルースペックCD | MHCL-20110                    | 296位    | 1999年リマスタリング音源、紙ジャケット仕様、スーパーピクチャーCD   |
| 13  | 2019年8月28日  | 日本            | ソニー・ミュージックダイレクト | SACDハイブリッド | MHCL-10119                    | -        | Bob Ludwigリマスタリング音源                                       |